# داود كلا (دشت سر)
داود کلا (بالفارسية: داودکلا) هي قرية تقع في إيران في قسم دشت سر الريفي. يقدر عدد سكانها بـ 444 نسمة بحسب إحصاء 2016.